# Resineiro Engraçado
Resineiro Engraçado é um EP de José Afonso, editado a partir do LP Cantares de Andarilho, lançado em 1968.

## Faixas
| N.º | Título                  | Compositor(es)      | Duração |  |
| 1.  | "Resineiro Engraçado"   | Popular/José Afonso |         |  |
| 2.  | "Canção de Embalar"     | José Afonso         |         |  |
| 3.  | "Cantares de Andarilho" | José Afonso         |         |  |
| 4.  | "Vejam Bem"             | José Afonso         |         |  |